# Маканико (Напуљ)
Маканико је насеље у Италији у округу Напуљ, региону Кампанија.
Према процени из 2011. у насељу је живело 85 становника. Насеље се налази на надморској висини од 6 м.